# 拉奎拉主教座堂

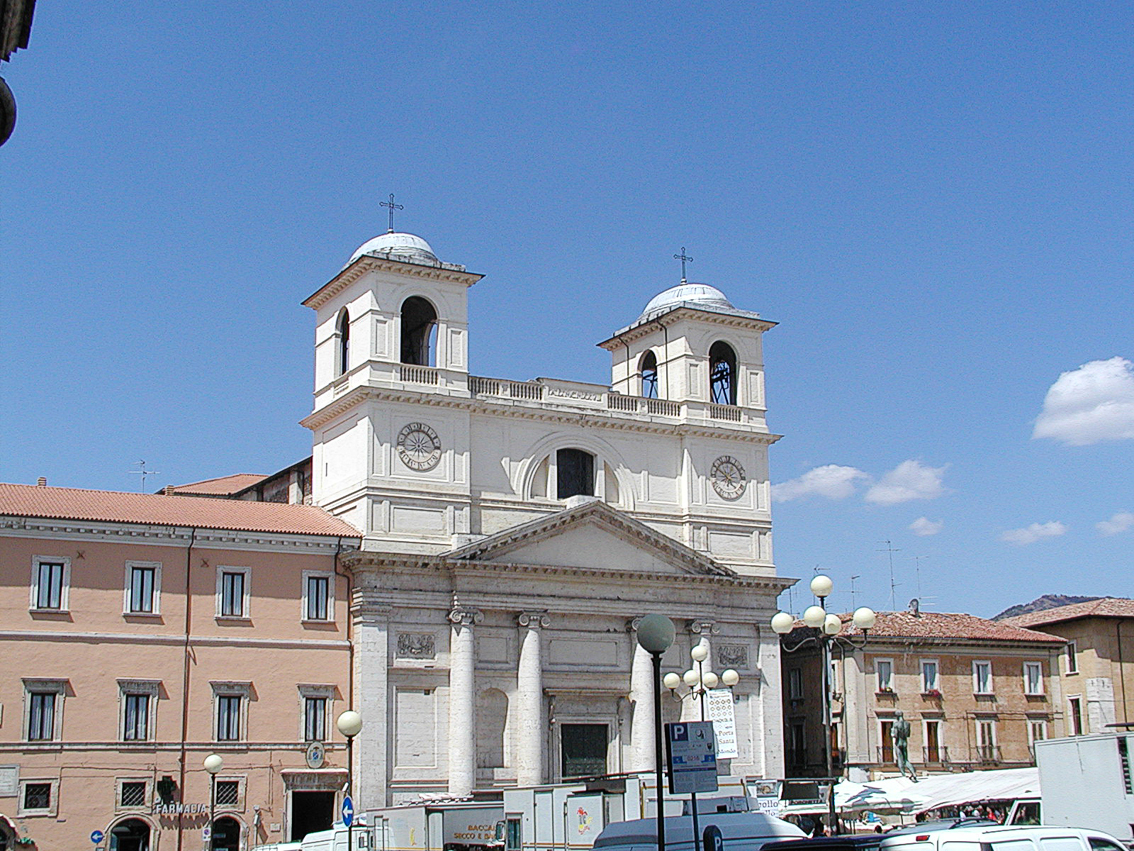
立面

42°20′57″N 13°23′49″E / 42.34921°N 13.39692°E
拉奎拉圣玛西默圣乔治都主教座堂（義大利語：Cattedrale metropolitana dei Santi Massimo e Giorgio）位于意大利拉奎拉中心的主教座堂广场，是天主教拉奎拉总教区的主教座堂。
该堂建于13世纪，毁于1703年地震，重建于19世纪至20世纪。2009年拉奎拉地震时又严重受损，不能使用。临时借用圣母圣殿（Basilica di Santa Maria di Collemaggio）。但是到2013年8月，圣母圣殿亦因为受损而关闭，遂临时迁往不远处的圣若瑟圣殿（Basilica di San Giuseppe Artigiano），该堂经修复已于2012年7月重新开放。
主教座堂位于主教座堂广场，毗邻天主教拉奎拉总教区的总主教宫（Palazzo Arcivescovile）以及转祷圣母教堂（Chiesa di Santa Maria del Suffragio），门前是老喷泉（Fontana vecchia）。
该堂内部为巴洛克风格，外部为新古典主义风格。
| - 内部（2007年） |